# Сахавет, Сейран
Сейран Аскер оглы́ Ханларов; Сейран Сахавет (азерб. Seyran Səxavət; род. 23 марта 1946 года, в селе Юхары Яглевенд,  Физулинского района, Азербайджанской ССР) —  поэт, писатель, драматург и переводчик.

## Биография
Родился в селе Юхары Яглевенд. Здесь же окончил среднюю школу. Получил образование по специальности «Персидская филология» на факультете востоковедения Азербайджанского Государственного Университета (1964—1970).
Член Союза писателей Азербайджана.
С. Сахавет является прославленным представителем современной Азербайджанской прозы. Основу его произведений составляют извечные темы, такие как, темы человека, любви, Родины, протеста общественно–политической несправедливости.

## Произведения
1. Все думали что.
2. Тесная рубашка.
3. Стальное семя.
4. Каменные дома.